# Claymore-mine
En claymore-mine er en amerikansk antipersonelmine, der anbringes over jorden på et stativ af korte ben. Den udløses med fjernkontrol eller med snubletråd. Minen er retningsbestemt og udslynger et stort antal stålkugler (omkring 700) i en bue på 60° ud til en afstand af omkring 100 meter. Minen blev udviklet i perioden 1952-1956 af Norman McLeod og er opkaldt efter et skotsk højlandssværd. Minen anvendes i mange lande, herunder Danmark hvor den dog kun findes med fjernudløsning for at overholde Ottawakonventionen om forbud mod brug af anti-personelminer. 
Typen er kopieret af mange lande.